# Nikon Coolpix P5100
Le Nikon Coolpix P5100 est un appareil photographique numérique de type compact fabriqué par Nikon de la série Nikon Coolpix.

## Description
Appareil haut de gamme commercialisé depuis septembre 2007.
Sa portée minimum de la mise au point est de 30 cm mais ramenée à 4 cm en mode macro.
Son mode de prise de vue est automatique et manuel avec un sélecteur de mode d'exposition P, S, A et M.
L’ajustement de l'exposition est possible dans une fourchette de ±2.0 par paliers de 0,33 EV.
L'appareil est équipé d'une grille porte accessoires synchronisée (flash additionnel ou autre) et possède 2 convertisseurs optiques: un grand angle et un téléobjectif. Le P5100 corrige automatiquement les distorsions provoquées par le grand angle.
Son flash incorporé a une portée effective de 0,3 à 8 m en grand angle et 0,3 à 4 m en téléobjectif et dispose de la fonction atténuation des yeux rouges.

### Systèmes et fonctions
Il est équipé du système D-lighting développé par Nikon qui permet éclaircir les zones sous-exposées d'une image directement à partir de l'appareil et de la fonction AF Priorité visage qui permet d'avoir des portraits d'une bonne luminosité puisque l'appareil détecte les visages et réalise la mise au point dessus.
Son système de stabilisation électronique VR (Vibration Reduction) permet de supprimer le flou de bougé pendant l’enregistrement de clips vidéo ou d'image.
La fonction BSS (Best Shot Selector) sélectionne parmi dix prises de vues successives, l'image la mieux exposée et l'enregistre automatiquement,.
Son automatisme gère 15 modes Scène pré-programmés afin de faciliter les prises de vues (portrait, portrait de nuit, sport, paysage, fête/intérieur, plage/neige, coucher de soleil, feux d’artifice, nocturne, macro, musée, aurore/crépuscule, reproduction, contre-jour, panorama assisté).
La balance des blancs se fait de manière automatique, mais également semi-manuelle avec 5 options pré-réglées (lumière du jour, lumière incandescent, nuageux, éclair et tubes fluorescents).

## Caractéristiques
- Capteur CCD taille 1/1,72 pouce[7] - définition : 12,43 millions de pixels - effective : 12,1 millions de pixels
- Zoom optique : 3,5x, numérique : 4x
  - Distance focale équivalence 35 mm : 35-123 mm[8]
  - Ouverture maximale de l'objectif : F/2,7-F/5,3
- Vitesse d'obturation : 8 à 1/2000 seconde
- Sensibilité : Auto ISO 64 à ISO 800 - Manuel ISO 64 - 100 - 200 - 400 - 800 - 1600 - 2000 et 3200
- Stockage : Secure Digital SD et SDHC - mémoire interne de 52 Mo
- Définition image maxi : 4000×3000 au format JPEG
- Autres définitions 8M: 3264×2448, 5M: 2592×1944, 3M: 2048×1536, 2M: 1600×1200, 1M: 1280×960, PC: 1024×768, TV: 640×480, 3:2: 3648×2432, 16:9: 3584×2016, 1:1: 2992×2992
- Définitions vidéo : 160×120, 320×240 et 640×480 à 15 images par seconde et 640x480 à 30 images par seconde au format QuickTime
- Connectique : Ports I/O USB 2.0, audio-vidéo
- Écran LCD de 2,5 pouces - matrice active TFT de 230 000 pixels[9]
- Batterie propriétaire rechargeable Lithium-ion type EN-EL5
- Poids: 200 g - 240 g avec accessoires
- Mesures : 9,8 x 6,5 x 6,5 cm